# خط طول 170° شرق
خط طول 170° شرق هو أحد خطوط الطول الجغرافية، والتي تمتد من القطب الشمالي الجغرافي إلى القطب الجنوبي الجغرافي، وحسب التحويل الزمني يتقدم خط طول 170° شرق عن خط غرينتش بـ11 ساعة و20 دقيقة. ويشكل دائرة متكاملة مع خط طول 10° غرب.

## من القطب إلى القطب
ينطلق خط طول 170° شرق من القطب الشمالي نحو القطب الجنوبي مرورا بالمناطق التي ترد في الجدول التالي:
| الإحداثيات                           | البلد أو الإقليم أو البحر | ملاحظات |
| ------------------------------------ | ------------------------- | --- |
| 90°0′N 170°0′E / 90.000°N 170.000°E  | المحيط المتجمد الشمالي    | |
| 73°56′N 170°0′E / 73.933°N 170.000°E | بحر سيبيريا الشرقي        | |
| 68°47′N 170°0′E / 68.783°N 170.000°E | روسيا                     | أوكروغ تشوكوتكا الذاتية كراي كامشاتكا — من 62°40′N 170°0′E / 62.667°N 170.000°E |
| 60°4′N 170°0′E / 60.067°N 170.000°E  | بحر بيرنغ                 | |
| 53°50′N 170°0′E / 53.833°N 170.000°E | المحيط الهادئ             | مرورا بغرب Bikar Atoll، جزر مارشال (في 12°14′N 170°4′E / 12.233°N 170.067°E) · مرورا بشرق Utirik Atoll، جزر مارشال (في 11°14′N 169°52′E / 11.233°N 169.867°E) · مرورا بشرق Ailuk Atoll، جزر مارشال (في 10°14′N 169°59′E / 10.233°N 169.983°E) |
| 9°31′N 170°0′E / 9.517°N 170.000°E   | جزر مارشال                | Wotje Atoll وErikub Atoll |
| 9°4′N 170°0′E / 9.067°N 170.000°E    | المحيط الهادئ             | مرورا بشرق جزيرة أنوتا، جزر سليمان (في 11°36′S 169°51′E / 11.600°S 169.850°E) · مرورا بغرب جزيرة Futuna، فانواتو (في 19°31′S 170°12′E / 19.517°S 170.200°E) · مرورا بشرق جزيرة Anatom، فانواتو (في 20°12′S 169°54′E / 20.200°S 169.900°E)     |
| 43°20′S 170°0′E / 43.333°S 170.000°E | نيوزيلندا                 | الجزيرة الجنوبية (نيوزيلندا) |
| 46°15′S 170°0′E / 46.250°S 170.000°E | المحيط الهادئ             | شرق جزيرة Campbell Island، نيوزيلندا (في 52°33′S 169°16′E / 52.550°S 169.267°E) |
| 60°0′S 170°0′E / 60.000°S 170.000°E  | المحيط الجنوبي            | |
| 71°38′S 170°0′E / 71.633°S 170.000°E | القارة القطبية الجنوبية   | منطقة روس، تملكها نيوزيلندا |
| 72°43′S 170°0′E / 72.717°S 170.000°E | المحيط الجنوبي            | بحر روس — مرورا بشرق جزيرة كولمان [لغات أخرى]‏ (في 73°32′S 169°55′E / 73.533°S 169.917°E) |
| 77°21′S 170°0′E / 77.350°S 170.000°E | القارة القطبية الجنوبية   | منطقة روس، تملكه نيوزيلندا |